# Spidroin 1
Spidroin 1 ist ein Faserprotein der Seide der Spinne Nephila clavipes. Es ist mit Fibroin aus der Seidenraupe verwandt.

## Eigenschaften
Spidroin 1 kommt in allen Typen der Spinnenfasern vor. Der mittlere Teil der Aminosäuresequenz besteht aus Wiederholungen (Tandem Repeats). Es besitzt das charakteristische Sequenzmotiv Glycin-Glycin-Tyrosin, wie auch Spidroin 2. Spidroin 1 weist als ungewöhnliche Aminosäuren Dityrosin und 3,4-Dihydroxyphenylalanin auf, die nach der Translation durch Oxidation des Proteins entstehen.